# چای اوزو
چای اوزو (به لاتین: Çay Üzü) یک روستای 956 نفری واقع در کشور جمهوری آذربایجان، شهرستان یاردیملی است. این روستا بخشی از شهرداریِ مشترک چای اوزو و روستای آوور است.
این روستا در ارتفاع ۱۱۱۰ متری از سطح دریا واقع شده است.
یکی از محصولات تولیدی این روستا، چای است.